# Reginald Sutton-Pratt
Reginald Sutton-Pratt, född 1898, död 1962, OBE, var en brittisk militär (brigadgeneral). Han var som överste brittisk militärattachén i Stockholm, 1939-1947, därefter gick han i pension. Han var även militärattaché i Danmark och Norge 1939-1940.